# فرانکو گریلینی
فرانکو گریلینی (انگلیسی: Franco Grillini؛ زادهٔ ۱۴ مارس ۱۹۵۵) سیاست‌مدار، روان‌شناس، و روزنامه‌نگار اهل ایتالیا است. وی مهمترین فعال حقوق همجنس‌گرایان در ایتالیا است.
وی در سال ۲۰۰۱ عضو مجلس ایتالیا شد و تلاش کرد که اتحاد مدنی را برای ایتالیا قانونی کند و گرایش جنسی و هویت جنسیتی را به بند ضدتبعیض قانون اساسی ایتالیا اضافه کند.